# 여시재
여시재(與時齋, 영어: Yeosijae, Future Consensus Institute)는 재단법인으로 2015년 12월 한샘 명예회장 조창걸이 설립하였다.
이사회에는 김도연, 김성환, 이광형, 윤정로, 김우승, 차상균, 황철주, 임창훈, 김서준, 이진성(감사), 이경태(감사)가 있다. 이광재는 원장직을 사직(2020년 3월3일)하고 제21대 총선(강원도 원주갑)에 출마하였다. 
이들은 싱크탱크기관이며 국가미래전략을 구상하고 동북아의 미래 변화에 대비한 정책 개발과 인재양성을 목표로 하고 있다.
2023년 4월 태재미래전략연구원으로 법인명을 변경했다.

## 같이 보기
- 관악언론인회
- 현인회의
- 삼극위원회 & 풍산 (기업)
- 전략국제연구센터(CSIS)
- 그레이트 리셋(en:Great Reset)
- 리셋코리아(Reset Korea) - 2017년 1월 중앙일보·JTBC가 설립한 프로젝트
- 을지로위원회 - 더불어민주당 산하의 친여시재 의원 모임
- 삼성글로벌리서치(SGRI, 구명칭 삼성경제연구소/SERI)
- 문화막시즘(문화마르크스주의) & 정치적 올바름(PC)
- 청죽회
- 신자유주의
- 다문화주의
- 군산복합체(MIC)
- 대한민국의 뉴라이트
- IOM이민정책연구원
- 국제이주기구(IOM)
- 일본재단 & 일본회의